# دوقية فلورنسا
دوقية فلورنسا (بالإيطالية: Ducato di Firenze).كانت إمارة ارتكزت على مدينة فلورنسا في توسكانا الحديثة بإيطاليا. تأسست الدوقية في العام 1530 عندما قام كليمنس السابع حاكم الدولة البابوية ووالبابا للكنيسة الكاثوليكية بتعيين إبنه غير الشرعي ألساندرو دي ميديشي( يعتقد بعض المؤرخون أنه ابن لورينزو دي ميديشي دوق أوربينو) دوقا على جمهورية فلورنسا.

## وصلة خارجية
- http://www.historyworld.net/wrldhis/PlainTextHistories.asp?historyid=aa24